# とんだ災難 (1914年の映画)
『とんだ災難』（とんださいなん、Caught in the Rain）は、1914年公開の短編サイレント映画。キーストン社による製作で、主演・監督はチャールズ・チャップリン。1971年に映画研究家ウノ・アスプランドが制定したチャップリンのフィルモグラフィーの整理システムに基づけば、チャップリンの映画出演13作目にあたる。
日本語表記は、ほかに『にわか雨』、『雨の御難』、『半日ホテル』、『捨てられた犬』、『雨に降られて』、などがある。

## あらすじ
チャーリーは公園でぶりっ子の女性といちゃついていたが、そこに女性の夫が登場し、怒って連れて帰る。チャーリーは後をつけるようにホテルに宿をとる。ところが女性は夢遊病もちであり、無意識のうちにチャーリーの部屋に迷い込んでベッドで寝入りこんだ。チャーリーはベッドに女性がいることを確認すると、嫉妬深い夫の怒りに触れないよう、女性をもとの部屋に戻した。

## 背景・評価
『恋の二十分』に続くチャップリンの監督作品。もっとも、チャップリン自身は後年執筆した自伝で初監督作品を、この『とんだ災難』としている。しかし、1914年8月に異父兄シドニー・チャップリンにあてた手紙に記された自身のフィルモグラフィーでは"my own Twenty Minutes of Love"の下に"my own Caught in the Rain"と記してある。チャップリンの伝記を著した映画史家のデイヴィッド・ロビンソンは『恋の二十分』について、「50年の歳月のうちに忘れてしまったとも考えられるし、習作とみなして省いたとも考えられる」としている。それ以上に重要なのは、この作品が一定の成功を収めて「監督チャップリン」の先行きが一応保障されたことである。チャップリンは作品完成後、セネットに作品を見せて批評を待った。やがてセネットが口を開いた。「さて、次の作品はすぐにもかかれるかね？」。セネットはチャップリンに奨励の意味合いで25ドルのボーナスを与えたが、これはしばらくの間続いた。
作品の内容に関しては、ストーリーそのものには目を引くものはない。しかし、チャップリンの伝記を著した映画史家のデイヴィッド・ロビンソンの見立てでは、シーンの切り替えや接続技法、カット割り、ギャグのタイミングなどについては監督第2作にして早くも進歩の跡があり、字幕の使用は極力控えられ映像だけでストーリーを語る技術が発揮されているとする。

## キャスト
- チャールズ・チャップリン - ほろ酔いのホテル客
- マック・スウェイン - 夫
- アリス・ダヴェンポート（英語版） - 妻
- アリス・ハウエル（英語版） - 女

ほか

### 日本語吹替
| 俳優                     | 日本語吹替 |
| ------------------------ | ---------- |
| チャールズ・チャップリン | 高木渉     |
| マック・スウェイン       | 中村浩太郎 |
| アリス・ダヴェンポート   | 小宮和枝   |
| アリス・ハウエル         | 中司ゆう花 |
| （ナレーター）           | 羽佐間道夫 |

- 初回放送2014年11月9日スター・チャンネル[10]

この作品はサイレント映画だが、チャップリンのデビュー100周年を記念し、日本チャップリン協会監修のもと、スターチャンネルで日本語吹替が製作された。